# Okręg wyborczy nr 107 do Sejmu Polskiej Rzeczypospolitej Ludowej (1989–1991)
Okręg wyborczy nr 107 do Sejmu Polskiej Rzeczypospolitej Ludowej (1989–1991) obejmował Zieloną Górę oraz gminy Babimost, Bobrowice, Bojadła, Bytnica, Cybinka, Czerwieńsk, Dąbie, Gubin, Gubin (gmina wiejska), Kargowa, Kolsko, Krosno Odrzańskie, Lubrza, Łagów, Maszewo, Siedlec, Skąpe, Sulechów, Szczaniec, Świdnica, Świebodzin, Torzym, Trzebiechów, Wolsztyn, Zabór, Zbąszynek, Zbąszyń i Zielona Góra (gmina wiejska) (województwo zielonogórskie). W ówczesnym kształcie został utworzony w 1989. Wybieranych było w nim 4 posłów w systemie większościowym.
Siedzibą okręgowej komisji wyborczej był Zielona Góra.

## Wybory parlamentarne 1989

### Mandat nr 419 –Polska Zjednoczona Partia Robotnicza
| Kandydat | I tura | I tura | II tura | II tura |
| Kandydat | Głosów | %      | Głosów  | %       |
| --- | ------ | ------ | ------- | ------- |
| Tadeusz Biliński                                                                                               | 33 211 | 25,89  | 33 770  | 51,69   |
| Włodzimierz Janiszewski                                                                                        | 14 217 | 11,08  | 19 964  | 30,56   |
| Andrzej Wojciuszkiewicz                                                                                        | 12 018 | 9,37   | —       | —       |
| Hieronim Graczyk                                                                                               | 10 086 | 7,86   | —       | —       |
| Kazimierz Jędrasiak                                                                                            | 9757   | 7,61   | —       | —       |
| Liczba głosów ważnych: 128 266 (I tura) • 65 333 (II tura) Źródło: Państwowa Komisja Wyborcza I tura i II tura |        |        |         |         |

### Mandat nr 420 –Zjednoczone Stronnictwo Ludowe
| Kandydat | I tura | I tura | II tura | II tura |
| Kandydat | Głosów | %      | Głosów  | %       |
| --- | ------ | ------ | ------- | ------- |
| Józef Zych | 33 811 | 25,44  | 33 535  | 51,24   |
| Henryk Maćkowiak                                                                                               | 20 525 | 15,44  | 23 050  | 35,22   |
| Roman Klimann                                                                                                  | 18 695 | 14,07  | —       | —       |
| Kazimierz Obarowski                                                                                            | 11 978 | 9,01   | —       | —       |
| Liczba głosów ważnych: 132 900 (I tura) • 65 444 (II tura) Źródło: Państwowa Komisja Wyborcza I tura i II tura |        |        |         |         |

### Mandat nr 421 –Stronnictwo Demokratyczne
| Kandydat | I tura | I tura | II tura | II tura |
| Kandydat | Głosów | %      | Głosów  | %       |
| --- | ------ | ------ | ------- | ------- |
| Alfred Bielewicz                                                                                               | 41 324 | 29,80  | 34 066  | 52,01   |
| Piotr Kubala                                                                                                   | 28 379 | 20,47  | 22 213  | 33,92   |
| Wacław Garbaj                                                                                                  | 20 932 | 15,09  | —       | —       |
| Liczba głosów ważnych: 138 669 (I tura) • 65 494 (II tura) Źródło: Państwowa Komisja Wyborcza I tura i II tura |        |        |         |         |

### Mandat nr 422 – bezpartyjny
| Kandydat                                                          | Głosów | %     |
| ----------------------------------------------------------------- | ------ | ----- |
| Jarosław Barańczak                                                | 80 020 | 58,06 |
| Edmund Męclewski                                                  | 21 517 | 15,61 |
| Maria Tomczak                                                     | 17 914 | 13,00 |
| Jerzy Kosmala                                                     | 9082   | 6,59  |
| Liczba głosów ważnych: 137 814 Źródło: Państwowa Komisja Wyborcza |        |       |